# Christopher G. Champlin

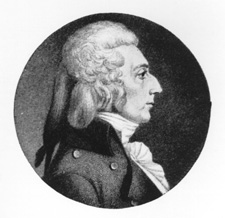
Christopher G. Champlin

Christopher Grant Champlin (* 12. April 1768 in Newport, Colony of Rhode Island and Providence Plantations; † 18. März 1840 ebenda) war ein US-amerikanischer Politiker (Föderalistische Partei), der den Bundesstaat Rhode Island in beiden Kammern des US-Kongresses vertrat.
Nachdem er die auf das Studium vorbereitende Schule (Preparatory school) abgeschlossen hatte, besuchte Christopher Champlin das Harvard College, wo er 1786 graduierte. Er setzte seine Ausbildung im Anschluss am Jesuitenkolleg im französischen Saint-Omer fort.
Champlin begann nach seiner Rückkehr in die Vereinigten Staaten eine politische Laufbahn. Als Föderalist wurde er 1796 ins US-Repräsentantenhaus gewählt, dem er nach einer Wiederwahl vom 4. März 1797 bis zum 3. März 1801 angehörte. Nachdem er sich in der Folge zunächst als Kaufmann betätigt hatte, zog er am 26. Juni 1809 nach dem Tod von US-Senator Francis Malbone erneut in den Kongress ein. Dort verblieb er bis zu seinem Rücktritt am 2. Oktober 1811.
Nach seinem Abschied aus der Politik war Christopher Champlin noch kurzzeitig Präsident der Rhode Island Bank.